# 石川県立大学
石川県立大学（いしかわけんりつだいがく、英語: Ishikawa Prefectural University）は、石川県野々市市末松1丁目308番地に本部を置く日本の公立大学。1971年創立、2005年大学設置。大学の略称は県大。
1971年（昭和46年）に開学した石川県農業短期大学を前身とする。

## 沿革
- 1971年（昭和46年）- 石川県農業短期大学（農学科）を開学する。
- 1973年（昭和48年）- 農業短期大学農業工学科を増設する。
- 1977年（昭和52年）- 農業短期大学畜産学科を増設する。
- 1993年（平成5年）- 農業短期大学農学科、畜産学科をそれぞれ、生物生産学科、食品科学科に改称する。
- 2004年（平成16年）- 石川県立農業短期大学を改組し、石川県立大学（生物資源環境学部）を開学する。
- 2009年（平成21年）- 大学院（生物資源環境学研究科）を新設

## 組織構成

### 学部
- 生物資源環境学部[1]
  - 生産科学科
    - 生産科学コース
    - 生産環境制御コース
    - 先端バイオコース

  - 環境科学科
    - 環境科学コース
    - 里山活性化コース

  - 食品科学科
    - 食品科学コース
    - 6次産業化コース

### 研究科[2]
- 生物資源環境学研究科
  - 生産科学専攻（博士前期課程）
  - 環境科学専攻（博士前期課程）
  - 食品科学専攻（博士前期課程）
  - 応用生命科学専攻（博士前期課程）
  - 自然人間共生科学専攻（博士後期課程）
  - 生物機能開発科学専攻（博士後期課程）

### 附属機関
- 生物資源工学研究所[3]
  - 遺伝子機能学研究室
  - 植物細胞工学研究室
  - 応用微生物学研究室
  - 環境生物工学研究室
  - ゲノム情報利用技術教育センター
- 図書・情報センター
- 教養教育センター
- 産学官連携学術交流センター - 2006年9月 独立行政法人中小企業基盤整備機構石川がいしかわ大学連携インキュベータが隣接して開設。
- 附属農場
- キャリアセンター

## 大学関係者

### 著名な卒業生
- 大須みづほ（女優）
- 長坂雅珠香（料理記者、フードアナリスト）

## 対外関係

### 他大学との協定
- 大学コンソーシアム石川
- 放送大学学園[4]。
- 金沢大学（包括協定 2012年12月）[5]
- 中国 大連工業大学（友好交流協定 2014年7月）[6]
- フィリピン フィリピン共和国国立イフガオ大学（友好協定 2020年12月）
- タイ ランシット大学（学術交流協定 2023年2月）[7]
- タイ カセサート大学（学術交流協定 2023年2月）[8]
- 台湾 国立台南大学（交流協定 2024年10月）[9]

## 交通アクセス
- IRいしかわ鉄道線「野々市駅」より、シャトルバスのんキー乗車、「県立大学停留所」下車[10]